# Quai Jean-de-Béthencourt
Pour les articles homonymes, voir Jean de Béthencourt et Béthencourt (homonymie).
Le quai Jean-de-Béthencourt est une voie publique de la commune française de Rouen.

## Situation et accès
Situé sur la rive gauche de la Seine, en contrebas du boulevard Jean-de-Béthencourt, il occupe les quais bas historiques. Il relie le quai Cavelier-de-La-Salle dont la limite est marquée par l'axe pont Guillaume-le-Conquérant-avenue Jean-Rondeaux et le quai de la Presqu'île-Rollet avec l'allée Jean-de-Béthencourt.

## Origine du nom
Le quai porte le nom de l'explorateur normand Jean de Béthencourt (1362-1425), à l'instar du boulevard du même nom.

## Historique
Détaché du quai Cavelier-de-La-Salle, il prend sa dénomination en 1882.

## Bâtiments remarquables et lieux de mémoire
- Point d'embarquement du pont transbordeur de Rouen jusqu'en 1940.
- Le quatre-mâts barque russe Sedov y est amarré en juin 2019.

### Hangars
- Hangar 105 : détruit en 2013, il laisse place à une nouvelle infrastructure mêlant activités touristiques, culturelles, entrepreneuriales et de loisirs[1]
- Hangar 106 : salle des musiques actuelles, elle est connue comme Le 106. Deux grues dites Picasso font face à l'avenue Pasteur.
- Hangar 107 : il se compose de bureaux, de restaurants et de salles d'exposition[2].
- Le 108 : édifice neuf construit pour loger l'hôtel de la Métropole Rouen Normandie.